# Hawkeye & Mockingbird
Hawkeye & Mockingbird — серия комиксов, которую в 2010 году издавала компания Marvel Comics. Сюжет разворачивается вокруг Соколиного глаза и Пересмешницы.

### Выпуски
| № | Дата выхода     | Оценка на Comic Book Roundup   | Предполагаемый объём продаж (первый месяц) |
| - | --------------- | ------------------------------ | ------------------------------------------ |
| 1 | 3 июня 2010     | 7,6 из 10 на основе 8 рецензий | 27 552, позиция в Северной Америке — 73    |
| 2 | 8 июля 2010     | 7 из 10 на основе 4 рецензий   | 20 531, позиция в Северной Америке — 100   |
| 3 | 4 августа 2010  | 8 из 10 на основе 3 рецензий   | 17 870, позиция в Северной Америке — 106   |
| 4 | 1 сентября 2010 | 8,7 из 10 на основе 3 рецензий | 16 405, позиция в Северной Америке — 123   |
| 5 | 6 октября 2010  | 8,7 из 10 на основе 3 рецензий | 15 337, позиция в Северной Америке — 121   |
| 6 | 3 ноября 2010   | 9,5 из 10 на основе 2 рецензий | 14 217, позиция в Северной Америке — 130   |

### Сборники
| Название                      | Тип            | Дата выхода    | Собранный материал                               | ISBN                             | Предполагаемый объём продаж (первый месяц) |
| ----------------------------- | -------------- | -------------- | ------------------------------------------------ | -------------------------------- | ------------------------------------------ |
| Hawkeye & Mockingbird: Ghosts | Мягкая обложка | 26 января 2011 | Hawkeye & Mockingbird #1-6, Enter the Heroic Age | 978-0-7851-4418-2, 078-514-418-8 | 1 024, позиция в Северной Америке — 68     |

## Отзывы
На сайте Comic Book Roundup серия имеет оценку 8,2 из 10 на основе 23 рецензий. Брайан Джоэл из IGN дал первому выпуску 7,7 балла из 10 и отметил, что в названии комикса «есть доля иронии». Джеймс Хант из Comic Book Resources пошутил, что Warner Bros. могли бы подать в суд за схожесть идеи с их комиксом Green Arrow and Black Canary. Рэй Тейт из Comics Bulletin поставил первому выпуску оценку 4 из 5 и похвалил художников.